# Aiolochroia thiona
Aiolochroia thiona är en svampdjursart som först beskrevs av De Laubenfels 1930.  Aiolochroia thiona ingår i släktet Aiolochroia och familjen Aplysinidae.
Artens utbredningsområde är Kalifornien. Inga underarter finns listade i Catalogue of Life.